# Wroczyny (gmina)
Wroczyny (od 1870 Krośniewice) – dawna gmina wiejska istniejąca do 1870 roku w guberni warszawskiej. Siedzibą władz gminy były Wroczyny.
Za Królestwa Polskiego gmina Wroczyny należała do powiatu kutnowskiego w guberni warszawskiej. 28 sierpnia 1870 do gminy Wroczyny przyłączono pozbawione praw miejskich Krośniewice, po czym jednostkę przemianowano na gminę Krośniewice; równocześnie w celu "zaokrąglenia gmin krośniewickiej i błońskiej", do gminy Krośniewice przyłączono wsie Morowie, Krzewie i Wysoka Wielka z gminy Błonie.